# Alan de Falchi
Alan Christian de Falchi (* 3. April 2000 in São Paulo) ist ein brasilianischer Leichtathlet, der sich auf den Diskuswurf spezialisiert hat.

## Sportliche Laufbahn
Erste internationale Erfahrungen sammelte Alan de Falchi im Jahr 2019, als er bei den U20-Südamerikameisterschaften in Cali mit einer Weite von 56,87 m die Silbermedaille mit dem 1,75-kg-Diskus gewann. Anschließend belegte er bei den U20-Panamerikameisterschaften in San José mit 57,69 m den siebten Platz und brachte im Kugelstoßen keinen gültigen Versuch zustande. 2021 gewann er dann bei den Südamerikameisterschaften in Guayaquil mit 61,16 m die Silbermedaille hinter dem Chilenen Lucas Nervi, wie auch bei den U23-Südamerikameisterschaften ebendort mit 58,79 m. Anfang Dezember wurde er bei den erstmals ausgetragenen Panamerikanischen Juniorenspielen in Cali mit 56,48 m Vierter. Im Jahr darauf nahm er an den Südamerikaspielen in Asunción teil und belegte dort mit 56,45 m den vierten Platz. 2023 belegte er bei den Südamerikameisterschaften in São Paulo mit 58,92 m den sechsten Platz und gelangte anschließend bei den Panamerikanischen Spielen mit 58,92 m auf Rang zehn.
2022 wurde de Falchi brasilianischer Meister im Diskuswurf.

## Persönliche Bestweiten
- Kugelstoßen: 17,77 m, 13. Mai 2022 in Oxford
  - Kugelstoßen (Halle): 18,85 m, 26. Februar 2022 in College Station
- Diskuswurf: 61,93 m, 13. Mai 2021 in Levelland